# Lermontovita
La lermontovita és un mineral de la classe dels fosfats. Rep el nom en honor del poeta rus Mikhail Yur'evich Lermontov (1814-1841).

## Característiques
La lermontovita és un fosfat de fórmula química U(PO₄)(OH)·H₂O. Cristal·litza en el sistema ortoròmbic.
Segons la classificació de Nickel-Strunz, la lermontovita pertany a «08.DN - Fosfats, etc, només amb cations de mida gran» juntament amb els següents minerals: natrofosfat, isoclasita, urphoïta i vyacheslavita.

## Formació i jaciments
Va ser descuberta a la zona minera de Gremuchka, al dipòsit d'urani de Lermontovskoe, a Pyatigorsk (Krai de Stàvropol, Rússia). També ha estat descrita en altres jaciments a Polònia i Alemanya, sent aquests tres indrets els únics a tot el planeta on ha estat descrita aquesta espècie mineral.